# La Serena Open 2008
Il La Serena Open 2012 è stato un torneo di tennis facente parte della categoria ATP Challenger Series nell'ambito dell'ATP Challenger Series 2008. Il torneo si è giocato a La Serena in Cile dal 14 al 20 gennaio 2008 su campi in terra rossa e aveva un montepremi di $50 000.

## Vincitori

### Singolare
Rubén Ramírez-Hidalgo ha battuto in finale  David Marrero con il punteggio di 6–3 6–1

### Doppio
Nicolás Lapentti /  Eduardo Schwank hanno battuto in finale  Sebastián Decoud /  Cristian Villagrán con il punteggio di 6–4 6–0